# Amysoria
Amysoria là một chi bướm ngày thuộc họ Hesperiidae.